# Arboga (comuna)
Arboga (em sueco: Arboga kommun;  pronúncia) é uma comuna da Suécia localizada no condado de Västmanland. Sua capital é a cidade de Arboga. Possui 325 quilômetros quadrados e segundo censo de 2018, havia 11 031 habitantes.